# H10 Hotels
H10 Hotels és una cadena hotelera amb seu a Barcelona que ha estat en funcionament des de finals de 1960, quan el seu fundador, Josep Espelt (Tarragona, 1942), va obrir el seu primer hotel a la Costa Daurada. La cadena compta amb més de 60 hotels a 18 destinacions, i un total de 17.937 habitacions, la majoria d'elles propietat de l'empresa.
H10 Hotels és la setena major companyia hotelera d'Espanya. Està creixent tant a Espanya, on compta amb 35 hotels (d'ells, 15 a Barcelona), com a nivell internacional, on compta amb vuit establiments. A nivell internacional, la cadena té com a objectiu continuar la seva expansió a les ciutats capitals d'Europa, on ja compta amb hotels a Roma, Londres Berlín i Lisboa a més de la Carib, amb establiments a Punta Cana, Riviera Maya i Cuba.
La major part de la cartera d'H10 Hotels es compon d'establiments de 4 estrelles (74%), seguits de 5 estrelles (20%) i 3 estrelles (6%). H10 Hotels és coneguda per les seves excel·lents ubicacions, serveis especialitzats que s'adapten a tot tipus d'hostes, cuina selecta i instal·lacions que són renovades constantment per garantir els més alts nivells de qualitat. La cadena ha rebut un gran nombre de premis i reconeixements al llarg dels anys a partir dels operadors turístics internacionals i dels llocs web com com TripAdvisor i HolidayCheck, on els clients classifiquen els hotels d'acord amb les seves pròpies experiències.

## Ubicació dels hotels
Illes Canàries
- Fuerteventura (5 hotels)
- Gran Canaria
- Lanzarote (5 hotels)
- La Palma
- Tenerife (7 hotels)

Illes Balears
- Mallorca (3 hotels)

Barcelona (15 hotels)
Madrid (3 hotels)
Sevilla (2 hotels)
Costa Daurada (6 hotels)
- Cambrils
- Salou

Costa del Sol
- Marbella
- Estepona
- Benalmádena

Carib
- Riviera Maia- Mèxic (3 hotels)
- Punta Cana – República Dominicana (3 hotels)
- Cuba (4 hotels)
- Jamaica

Europa
- Roma (2008)
- Londres (2009)
- Berlín (2009)
- Forum Mar (2010)
- Lisboa (2 hotels)
- Venècia

## Marques
H10 Hotels distribueix els seus productes a través de les marques següents:
- H10 Hotels, la marca més emblemàtica i reconeguda de l'empresa. Hotels urbans i de vacances (de platja).
- Ocean by H10 Hotels, hotels de 5 estrelles al Carib.
- H10 Premium, programa de vacances a 6 destinacions diferents, emparat per l'experiència d'H10 Hotels.